# Przejazd kolejowo-drogowy

Polski krzyż św. Andrzeja jednotorowy (G-3: krzyż św. Andrzeja przed przejazdem jednotorowym)

Polski krzyż św. Andrzeja wielotorowy (G-4: krzyż św. Andrzeja przed przejazdem wielotorowym)

Znak A-9 przejazd kolejowy z zaporami

Znak A-10 przejazd kolejowy, umieszczany przed przejazdem bez zapór

Przejazd kolejowo-drogowy (również przejazd kolejowy) – skrzyżowanie w jednym poziomie eksploatowanej linii kolejowej lub bocznicy z drogą.
Jeśli skrzyżowanie z torem przeznaczone jest wyłącznie dla ruchu pieszego, rowerowego lub pieszego i rowerowego, to takie skrzyżowanie nazywa się przejściem.
Przejazdy kolejowo-drogowe i przejścia mogą być stosowane na liniach kolejowych i bocznicach kolejowych, na których ruch kolejowy jest prowadzony z prędkością nie większą niż 160 km/h.
Przejazd kolejowy oznacza jednopoziomowe skrzyżowanie drogi lub przejścia z torem kolejowym, uznane przez zarządcę infrastruktury i otwarte do użytku publicznego lub prywatnego. Definicja nie obejmuje przejść stanowiących wyłącznie dojścia do peronów (tj. cechujących się brakiem możliwości pokonania w danym miejscu całej szerokości linii kolejowej) oraz skrzyżowań linii kolejowych i bocznic z drogami wewnętrznymi i przejściami służbowymi, służącymi zarządcy infrastruktury kolejowej.
Przejazdy i przejścia umożliwiają bezpieczne przekraczanie linii kolejowych, choć obecnie na ważnych drogach i liniach kolejowych o dużym natężeniu ruchu dąży się do budowy wiaduktów (w niektórych sytuacjach budowa skrzyżowania dwupoziomowego jest obligatoryjna). Przejazd kolejowy musi spełniać warunki techniczne dotyczące widoczności, oświetlenia, pochylenia drogi na dojeździe do przejazdu, kąta skrzyżowania drogi z torem i innych.
System przejazdowy to system zainstalowany na przejeździe kolejowo-drogowym, zapewniający sterowanie i kontrolę sprawności dla urządzeń zabezpieczenia ruchu wchodzących w jego skład.
Przejazd kolejowy z biernym systemem zabezpieczeń to przejazd bez żadnego systemu ostrzegania lub zabezpieczenia uruchamianego, gdy przekroczenie przejazdu nie jest bezpieczne dla użytkownika.
Przejazd kolejowy z czynnym systemem zabezpieczeń to przejazd, na którym przez uruchomienie urządzeń fizycznych lub ostrzeżeń przy użyciu sprzętu stałego na przejazdach użytkownicy są zabezpieczeni lub ostrzegani przed nadjeżdżającym pociągiem.
Przejazdy kolejowe z czynnym systemem zabezpieczeń dzielą się na:
a) ręczne: przejazd, na którym zabezpieczenie lub ostrzeganie użytkownika jest uruchamiane ręcznie przez pracownika kolei;
b) automatyczne z systemem ostrzegania użytkownika: przejazd, na którym ostrzeganie użytkownika jest uruchamiane przez nadjeżdżający pociąg;
c) automatyczne z systemem zabezpieczeń użytkownika: przejazd, na którym ostrzeganie użytkownika i jego jednoczesne zabezpieczenie jest uruchamiane przez nadjeżdżający pociąg;
d) przejazd kolejowy z systemem zabezpieczeń torów: przejazd, na którym sygnał lub inny system ochrony pociągu pozwala na przejazd pociągu jedynie wówczas, gdy przejazd kolejowo-drogowy zapewnia pełne zabezpieczenie użytkownika i jest wolny od przeszkód.

## Bezpieczeństwo na przejazdach
Przejazdy kolejowo-drogowe, czyli skrzyżowania linii kolejowych z drogami kołowymi w jednym poziomie, stanowią jedno z najbardziej newralgicznych miejsc w systemie kolejowym pod względem bezpieczeństwa. To tam występuje ścisła interakcja między dwoma rodzajami transportu – kolejowego i drogowego, których specyfika tworzy warunki do występowania zwiększonej liczby wypadków.
Wypadki na przejazdach kolejowo-drogowych i przejściach w zdecydowanej większości występują wskutek niewłaściwego zachowania użytkowników dróg i pieszych. W niewielkim zakresie przyczyniają się do nich awarie urządzeń oraz błędy w postępowaniu personelu kolejowego.
W celu zapewnienia odpowiedniego poziomu bezpieczeństwa użytkowników, przejazdy kolejowo-drogowe i przejścia wyposażane są w odpowiednie oznakowanie i urządzenia zabezpieczające, które służą do ostrzegania użytkowników o nadjeżdżającym pociągu oraz do zamykania przejazdu lub przejścia zaporami. Inicjowanie działania urządzeń zabezpieczających następuje przez personel kolejowy lub automatycznie.

## Przejazdy kolejowo-drogowe i przejścia przez tory w Polsce

### Kategorie przejazdów kolejowo-drogowych i przejść w Polsce
Szczegółowe wymagania dotyczące zabezpieczenia przejazdów kolejowo-drogowych i przejść wynikają z treści rozporządzenia w sprawie przejazdów kolejowo-drogowych. Rozporządzenie dopuszcza stosowanie pięciu kategorii przejazdów kolejowo-drogowych i jednej kategorii w przypadku przejść dla pieszych. Zarówno przejazdy, jak i przejścia mogą być stosowane na liniach kolejowych o maksymalnej dopuszczalnej prędkości pociągów do 160 km/h. Powyżej tej prędkości należy stosować wyłącznie skrzyżowania dwupoziomowe – wiadukty lub tunele.
Klasyfikacja przejazdów do poszczególnych kategorii następuje w zależności od sposobu kierowania ruchem na drodze oraz iloczynu ruchu i kategorii drogi. Rozporządzenie w sprawie przejazdów kolejowo-drogowych określa możliwe do zastosowania rodzaje zabezpieczeń czynnych i biernych obejmujące:
- urządzenia rogatkowe;
- światła sygnalizatorów drogowych;
- światła na drągach rogatkowych;
- sygnalizatory akustyczne;
- urządzenia systemu telewizji przemysłowej z funkcją rejestracji obrazu.

W Polsce zgodnie z Rozporządzeniem Ministra Infrastruktury i Rozwoju przejazdy kolejowo-drogowe i przejścia dzielą się na kategorie:
| A | Przejazdy użytku publicznego z rogatkami lub przejazdy użytku publicznego bez rogatek, na których ruch na drodze kierowany jest przez uprawnionych pracowników zarządcy kolei lub przewoźnika kolejowego posiadających wymagane kwalifikacje bądź przy pomocy sygnałów ręcznych albo systemów lub urządzeń przejazdowych wyposażonych w rogatki zamykające całą szerokość jezdni |  |
| B | Przejazdy użytku publicznego, na których ruch drogowy jest kierowany przy pomocy samoczynnych systemów przejazdowych, wyposażonych w sygnalizatory drogowe i rogatki zamykające ruch drogowy (tylko zapory w kierunku wjazdu na przejazd lub w kierunku zarówno wjazdu, jak i zjazdu)                                                                                            |  |
| C | Przejazdy użytku publicznego, na których ruch drogowy jest kierowany przy pomocy samoczynnych systemów przejazdowych wyposażonych tylko w sygnalizatory drogowe |  |
| D | Przejazdy użytku publicznego niewyposażone w systemy i urządzenia zabezpieczenia ruchu |  |
| E | Przejścia użytku publicznego, wyposażone w półsamoczynne lub samoczynne systemy przejazdowe albo wyposażone w kołowrotki, barierki lub labirynty |  |
| F | Przejazdy i przejścia zlokalizowane na drogach wewnętrznych; przejazdy w ciągach dróg ogólnodostępnych, ale niezaliczonych do dróg publicznych (na przykład drogi gminne, w przypadku których nie podjęto uchwały o zaliczeniu do dróg publicznych) mogą posiadać wyłącznie kategorię „F”.                                                                                       |  |

Kategoria przejazdu zależy głównie od iloczynu ruchu, prędkości pociągów, widoczności na przejeździe oraz liczby torów.
Wszystkie przejazdy są zabezpieczone ostrzegawczymi znakami drogowymi, a w zależności od kategorii także sygnalizacją świetlną i/lub dźwiękową oraz rogatkami lub półrogatkami.
Przejazdy kategorii A mogą być zabezpieczone rogatkami z obsługą na miejscu lub zabezpieczone rogatkami z obsługą z odległości – wszystkie obsługuje dróżnik przejazdowy, dyżurny ruchu, nastawniczy lub zwrotniczy (jeżeli rogatki nie są widoczne z posterunku, to stosuje się urządzenia telewizji przemysłowej), albo też przejazd tej kategorii zabezpiecza drużyna pociągowa lub obsługa pojazdu pomocniczego.
Do kategorii F zalicza się przejazdy i przejścia użytku niepublicznego, z których korzystanie następuje na podstawie umowy zawartej między zarządcą kolei a użytkownikiem przejazdu lub przejścia. Przejazdy i przejścia wyposażone są w rogatki stale zamknięte otwierane przez użytkowników w razie potrzeby bądź są wyposażone zgodnie z warunkami technicznymi określonymi dla kategorii A albo B.
Dynamika zmian liczby przejazdów kolejowych i przejść dla pieszych na terenie Polski:
| Rok  | Kategoria „A” | Kategoria „B” | Kategoria „C” | Kategoria „D” | Kategoria „E” | Kategoria „F” | ŁĄCZNIE |
| ---- | ------------- | ------------- | ------------- | ------------- | ------------- | ------------- | ------- |
| 2000 | 3448          | 316           | 1460          | 11 449        | 468           | 984           | 18 125  |
| 2005 | 3014          | 474           | 1321          | 10 532        | 532           | 856           | 16 729  |
| 2010 | 2751          | 690           | 1330          | 10 359        | 525           | 809           | 16 464  |
| 2015 | 2596          | 864           | 1316          | 9373          | 528           | 726           | 15 403  |
| 2016 | 2513          | 1090          | 1396          | 8627          | 510           | 691           | 14 827  |
| 2017 | 2502          | 1186          | 1399          | 8326          | 512           | 686           | 14 611  |
| 2018 | 2466          | 1209          | 1405          | 8135          | 506           | 683           | 14 404  |
| 2019 | 2413          | 1265          | 1435          | 7866          | 494           | 700           | 14 173  |
| 2020 | 2356          | 1346          | 1459          | 7593          | 498           | 761           | 14 013  |
| 2021 | 2318          | 1421          | 1521          | 7344          | 482           | 850           | 13 936  |
| 2022 | 2255          | 1501          | 1598          | 6680          | 474           | 894           | 13 402  |
| 2023 | 2194          | 1581          | 1652          | 6397          | 473           | 970           | 13 267  |

Przejazd uważa się za obsługiwany na miejscu, jeżeli stanowisko do jego obsługi znajduje się w odległości do 60 m i jest zachowana widoczność z miejsca jego obsługi. Na przejazdach obsługiwanych z odległości stosuje się gong lub inny sygnał dźwiękowy ostrzegający o opuszczaniu się rogatek na 8 sekund przed rozpoczęciem ich opuszczania. Przejazdy wszystkich kategorii (oprócz kategorii D) mogą być chronione tarczami ostrzegawczymi przejazdowymi, mogącymi wyświetlić sygnał Osp1 lub Osp2, które informują maszynistę pojazdu kolejowego odpowiednio o awarii lub poprawnym działaniu urządzeń zabezpieczających przejazd. Istnieją przejazdy kategorii A obsługiwane przez drużynę pociągową lub obsługę pojazdu pomocniczego. Przed takimi przejazdami pociąg zatrzymuje się, drużyna pociągowa lub obsługa pojazdu pomocniczego opuszcza rogatki albo wstrzymuje ruch sygnałem D-7, a następnie kontynuuje jazdę, względnie po przejeździe podnosi rogatki.

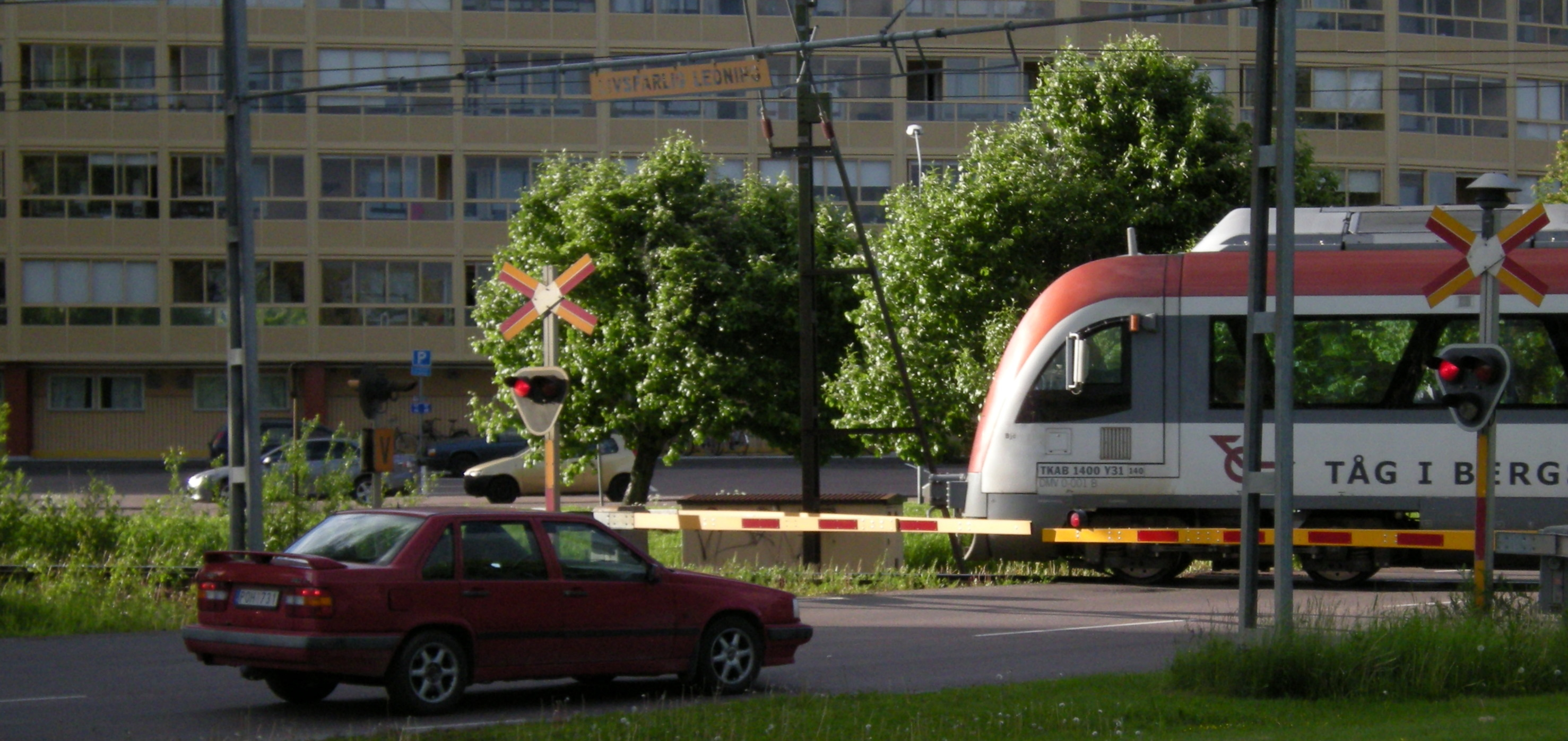
Przejazd kolejowy w Szwecji

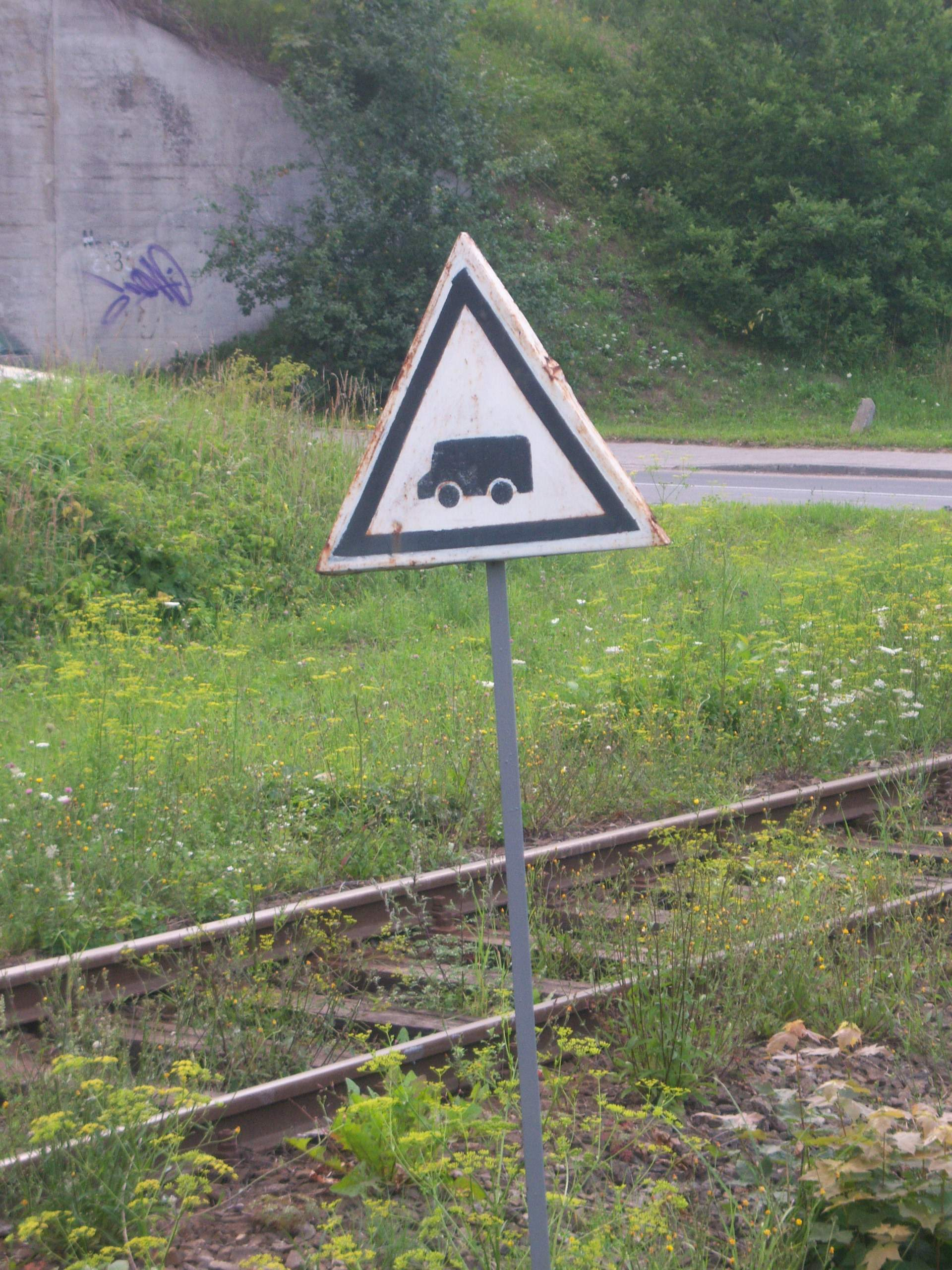
Wskaźnik W6a na linii kolejowej nr 388

Kierowca zbliżający się do przejazdu kolejowego ma obowiązek zachować szczególną ostrożność, zaś maszynista pociągu jest zobowiązany do podania syreną co najmniej jednokrotnego sygnału Rp 1 „Baczność” przy wskaźniku W 6a oraz wielokrotnego sygnału Rp 1 „Baczność” od wskaźnika W 6b. Wskaźniki W 6a lub W6b ustawia się przed wszystkimi przejazdami i przejściami dla pieszych; jeżeli na przejazdach kategorii A (z obsługą na miejscu) oraz kategorii B są zachowane wymagane warunki widoczności czoła pociągu z 5 metrów, stosowanie przedmiotowych wskaźników nie jest obligatoryjne. W przypadku przejazdów, na których ograniczenie prędkości pociągu wynosi do 20 km/h, maszynista jest zobowiązany podawać sygnał Rp 1 „Baczność” dodatkowo, tj. niezależnie od wskaźnika W 6a lub W 6b.

### Ograniczenia prędkości na przejazdach
Przed wszystkimi przejazdami, na których brak jest obsługi, uszkodzona sygnalizacja przejazdowa lub brak łączności dyżurnego ruchu z dróżnikiem przejazdowym, obowiązują ograniczenia prędkości pociągów do 20 km/h, a w przypadku przekroczonego iloczynu ruchu do 50 km/h. Ponadto ograniczenia prędkości pociągów na przejazdach obowiązują z powodu ograniczonej widzialności, zwłaszcza widoczności pociągu z drogi (tzw. trójkąty widzialności), a poza tym z uwagi na widoczność z miejsca obsługi lub niedostosowania urządzeń samoczynnej sygnalizacji przejazdowej do prędkości rozkładowej. Wszystkie powyższe ograniczenia obowiązują tylko dla czoła pociągu.

### Wypadki na przejazdach kolejowo-drogowych i przejściach przez tory
Wypadki na przejazdach kolejowo-drogowych i przejściach, obok zdarzeń przy przechodzeniu przez tory w miejscach niedozwolonych, co roku należą do jednych z najczęściej występujących zdarzeń w systemie kolejowym.
Według danych za 2019 r. na przejazdach i przejściach miało miejsce 37,9% wszystkich wypadków na liniach kolejowych w Polsce. W ujęciu liczbowym było to 199 zdarzeń, z czego 3 z nich zakwalifikowano jako poważne wypadki. W latach 2015–2018 udział tych wypadków w ogólnej liczbie kształtował się na poziomie od 31% do 36%.

### Kampanie społeczne
Obecnie prowadzona jest w Polsce kampania Bezpieczny przejazd, która propaguje wśród kierowców i pieszych, oraz rowerzystów i innych uczestników ruchu wzorce prawidłowego zachowania się na przejazdach kolejowo-drogowych lub przejściach.